# Вулиця Малюги (Мелітополь)
Вулиця Малюги — вулиця в Мелітополі, розташована в західній частині міста в районі Юрівка. Починається від 1-го Лютневого провулка, закінчується на 1-му провулку Малюги. На заході вулиця примикає до житлового масиву району Новий Мелітополь.
Складається переважно із приватного сектора. Покриття ґрунтове.

## Назва
Вулиця названа на честь Миколи Семеновича Малюги (1918—1945) — мелітопольського танкіста, Героя Радянського Союзу (посмертно за винятковий героїзм при форсуванні річки Одер).
Крім вулиці, у Мелітополі є три номерні провулки, названі на честь Малюги.
У пам'ять про Миколу Малюгу також встановлено бюст біля ТДАТУ.

## Історія
8 травня 1953 року на засіданні міськвиконкому було ухвалено рішення про прорізання на Юрівці нової вулиці — Транспортної.
15 квітня 1965 року вулицю було перейменовано на честь Героя Радянського Союзу мелітопольця Миколи Малюги.

## Об'єкти
- територія Мелітопольського професійного ліцею (Лютнева вул., 194, колишнє ПТУ № 10), футбольне поле ліцею[4] .

## Галерея
|                                                         |                                  |                                          |  |
| початок вулиці від 1-го Лютневого провулка              | Народна творчість                | невелика ділянка з асфальтовим покриттям |  |
|                                                         |                                  |                                          |  |
| футбольне поле біля Мелітопольського професійного ліцею | житловий масив Нового Мелітополя | вид на Новий Мелітополь                  |  |